# Macedonisch voetbalelftal (vrouwen)
Het Macedonisch vrouwenvoetbalelftal is een voetbalteam dat uitkomt voor Noord-Macedonië bij internationale wedstrijden, zoals het EK voetbal vrouwen.

## FIFA-wereldranglijst
| 2005 | 2006 | 2007 | 2008 | 2009 | 2010 | 2011 | 2012 | 2013 | 2014 | 2015 | 2016 |
| ---- | ---- | ---- | ---- | ---- | ---- | ---- | ---- | ---- | ---- | ---- | ---- |
| 119  | 124  | 115  | 107  | 90   | 119  | 120  | 110  | 98   | 111  | 118  | 109  |

## Prestaties op eindrondes
| Jaar   | Ronde               | Wed.                | W                   | G                   | V                   | D+                  | D+                  |
| ------ | ------------------- | ------------------- | ------------------- | ------------------- | ------------------- | ------------------- | ------------------- |
| 2001   | Niet deelgenomen    | Niet deelgenomen    | Niet deelgenomen    | Niet deelgenomen    | Niet deelgenomen    | Niet deelgenomen    | Niet deelgenomen    |
| 2005   | Niet deelgenomen    | Niet deelgenomen    | Niet deelgenomen    | Niet deelgenomen    | Niet deelgenomen    | Niet deelgenomen    | Niet deelgenomen    |
| 2009   | Niet gekwalificeerd | Niet gekwalificeerd | Niet gekwalificeerd | Niet gekwalificeerd | Niet gekwalificeerd | Niet gekwalificeerd | Niet gekwalificeerd |
| 2013   | Niet gekwalificeerd | Niet gekwalificeerd | Niet gekwalificeerd | Niet gekwalificeerd | Niet gekwalificeerd | Niet gekwalificeerd | Niet gekwalificeerd |
| 2017   | Niet gekwalificeerd | Niet gekwalificeerd | Niet gekwalificeerd | Niet gekwalificeerd | Niet gekwalificeerd | Niet gekwalificeerd | Niet gekwalificeerd |
| Totaal | 0/5                 | 0                   | 0                   | 0                   | 0                   | 0                   | 0                   |

| Jaar   | Ronde               | Wed.                | W                   | G                   | V                   | D+                  | D+                  |
| ------ | ------------------- | ------------------- | ------------------- | ------------------- | ------------------- | ------------------- | ------------------- |
| 1991   | Niet deelgenomen    | Niet deelgenomen    | Niet deelgenomen    | Niet deelgenomen    | Niet deelgenomen    | Niet deelgenomen    | Niet deelgenomen    |
| 1995   | Niet deelgenomen    | Niet deelgenomen    | Niet deelgenomen    | Niet deelgenomen    | Niet deelgenomen    | Niet deelgenomen    | Niet deelgenomen    |
| 1999   | Niet deelgenomen    | Niet deelgenomen    | Niet deelgenomen    | Niet deelgenomen    | Niet deelgenomen    | Niet deelgenomen    | Niet deelgenomen    |
| 2003   | Niet deelgenomen    | Niet deelgenomen    | Niet deelgenomen    | Niet deelgenomen    | Niet deelgenomen    | Niet deelgenomen    | Niet deelgenomen    |
| 2007   | Niet deelgenomen    | Niet deelgenomen    | Niet deelgenomen    | Niet deelgenomen    | Niet deelgenomen    | Niet deelgenomen    | Niet deelgenomen    |
| 2011   | Niet gekwalificeerd | Niet gekwalificeerd | Niet gekwalificeerd | Niet gekwalificeerd | Niet gekwalificeerd | Niet gekwalificeerd | Niet gekwalificeerd |
| 2015   | Niet gekwalificeerd | Niet gekwalificeerd | Niet gekwalificeerd | Niet gekwalificeerd | Niet gekwalificeerd | Niet gekwalificeerd | Niet gekwalificeerd |
| 2019   | Niet gekwalificeerd | Niet gekwalificeerd | Niet gekwalificeerd | Niet gekwalificeerd | Niet gekwalificeerd | Niet gekwalificeerd | Niet gekwalificeerd |
| Totaal | 0/8                 | 0                   | 0                   | 0                   | 0                   | 0                   | 0                   |

FFM · A-internationals · Bondscoaches · Statistieken · Macedonisch vrouwenelftal · Olympisch elftal · Noord-Macedonië U21 · Noord-Macedonië U20 · Noord-Macedonië U19 · Noord-Macedonië U18 · Noord-Macedonië U17 · Noord-Macedonië U16
1993 – 1999 ·
2000 – 2009 ·
2010 – 2019 ·
2020 − 2029
EK 2020
1993 · 
1994 · 
1995 · 
1996 · 
1997 · 
1998 · 
1999 · 
2000 · 
2001 · 
2002 · 
2003 · 
2004 · 
2005 · 
2006 · 
2007 · 
2008 · 
2009 · 
2010 · 
2011 · 
2012 · 
2013 · 
2014 · 
2015 · 
2016 ·
2017 ·
2018 ·
2019 ·
2020 ·
2021 ·
2022 ·
2023
Albanië ·
Andorra ·
Angola ·
Armenië ·
Australië ·
Azerbeidzjan ·
Bahrein ·
België ·
Bosnië en Herzegovina ·
Bulgarije ·
Canada ·
China ·
Cyprus ·
Denemarken ·
Duitsland ·
Ecuador ·
Egypte ·
Engeland ·
Estland ·
Faeröer ·
Finland ·
Georgië ·
Gibraltar ·
Hongarije ·
Ierland ·
IJsland ·
Iran ·
Israël ·
Italië ·
Jamaica ·
Joegoslavië ·
Kameroen ·
Kazachstan ·
Kosovo ·
Kroatië ·
Letland ·
Libanon ·
Liechtenstein ·
Litouwen ·
Luxemburg ·
Malta ·
Moldavië ·
Montenegro ·
Nederland ·
Nigeria ·
Noorwegen ·
Oekraïne ·
Oman ·
Oostenrijk ·
Paraguay ·
Polen ·
Portugal ·
Qatar ·
Roemenië ·
Rusland ·
Saoedi-Arabië ·
Schotland ·
Servië ·
Slovenië ·
Slowakije ·
Spanje ·
Tsjechië ·
Turkije ·
Verenigde Staten ·
Wales ·
Wit-Rusland · 
Zuid-Korea ·
Zweden
Nederland (2021) · 
Oekraïne (2021) · 
Oostenrijk (2021)